# Zielona Struga
Die Zielona Struga, deutsch Grünfließ, ist ein linksseitiger Zufluss der Weichsel in der Woiwodschaft Kujawien-Pommern in Kujawien in Polen. Ihre Länge beträgt 34,3 Kilometer, das Einzugsgebiet umfasst eine Fläche von 238 km².

## Lage und Lauf
Die weitgehend als Kanał Zielonej Strugi regulierte Zielona Struga entspringt auf dem Gebiet der Gemeinde Nowa Wieś Wielka im Thorn-Eberswalder Urstromtal in der Nähe der Droga krajowa 25 rund 20 Kilometer südlich von Bydgoszcz  (Bromberg) und verläuft am Südrand der Puszcza Bydgoska in östlicher Richtung  bis zu ihrer Mündung in die Weichsel bei dem kleinen Dorf Dybowo. Das Flüsschen berührt auf seinem Lauf keine größeren Orte.
Der einzige bedeutendere Zufluss ist die von rechts kommende Jezuicka Struga.